# Herbert Folgner
Herbert Folgner (* 1945 in Wien) ist ein ehemaliger österreichischer Basketballspieler.

## Laufbahn
Folgner spielte bis 1973 beim SK Handelsministerium Wien und errang mit der Mannschaft in den Jahren 1963, 1964 und 1965 jeweils die Staatsmeisterschaft. Die Stärke des 1,86 Meter großen Spielers war der Distanzwurf. Für Aufsehen sorgte Folgner, als ihm im November 1970 bei einem Bundesliga-Sieg über Heraklith Radenthein 50 Punkte gelangen. Von 1973 bis 1976 stand er im Aufgebot von ABC Soma Wien. Er sammelte auch Europapokal-Erfahrung. Von 1979 bis 1982 war Folgner Trainer der zweiten Herrenmannschaft des Wiener Vereins.
Er nahm mit Österreichs Studentenauswahl an der Universiade 1965 in Budapest teil. In der Nationalmannschaft wurde Folgner zwischen 1965 und 1975 in 53 Länderspielen eingesetzt. In den Jahren 1968 und 1972 bestritt er mit der Mannschaft die Olympia-Ausscheidungsrunden, der Sprung zu den Olympischen Sommerspielen wurde jeweils verpasst.